# Țiriac Open 2024
Țiriac Open 2024 a fost un turneu profesionist de tenis organizat în cadrul circuitului masculin ATP, care a avut loc în perioada 15–21 aprilie, la București, România, pe terenuri cu zgură, la Baza Sportivă Năstase/Marica. După o pauză de opt ani, turneul a revenit în acest an la București. A făcut parte din categoria ATP 250 din sezonul Circuitul ATP 2024.

## Campioni

### Simplu
Pentru mai multe informații consultați Țiriac Open 2024 – Simplu

### Dublu
Pentru mai multe informații consultați Țiriac Open 2024 – Dublu

## Puncte și premii în bani

### Distribuția punctelor
| Probă  | C   | F   | SF  | QF | Runda 2 | Runda 1 | Q   | Q2  | Q1  |
| Simplu | 250 | 165 | 100 | 50 | 25      | 0       | 12  | 7   | 0   |
| Dublu  | 250 | 150 | 90  | 45 | N/A     | 0       | N/A | N/A | N/A |

### Premii în bani
| Probă  | C        | F        | SF       | QF       | Runda 2  | Runda 1 | Q2      | Q1      |
| Simplu | 88.125 € | 51.400 € | 30.220 € | 17.510 € | 10.165 € | 6.215 € | 3.105 € | 1.695 € |
| Dublu* | 30.610 € | 16.380 € | 9.600 €  | 5.370 €  | 3.160 €  | N/A     | N/A     | N/A     |

*per echipă